# Хашурі
Хашурі (груз. ხაშური) — місто в центральній Грузії, адміністративний центр однойменного муніципалітету і краю (мхаре) Шида Картлі. Вузол залізничних та автомобільних доріг.
Місто вперше згадується в документі 1693 року. Сучасне місто було засноване 1872 року як залізничний вузол. У селищі-курорті Сурамі, що в Хашурському муніципалітеті знаходиться дім-музей Лесі Українки, яка прожила тут останні роки свого життя та померла. На її честь збудовано пам'ятник.